# Péter Tímár
Dans le nom hongrois Tímár Péter, le nom de famille précède le prénom, mais cet article utilise l’ordre habituel en français Péter Tímár, où le prénom précède le nom.
Péter Tímár, né le 19 décembre 1950 à Budapest, est un réalisateur et scénariste hongrois. Il a réalisé 14 films depuis 1985. Son film de 1989 Mielőtt befejezi röptét a denevér à la Berlinale 1989, son film de 1999 6:3 a été présenté au Festival international du film de Moscou 1999 et son film de 2001 Vakvagányok a été présenté au Festival international du film de Moscou 2001.

## Filmographie sélective
- Egészséges erotika (1986)
- Mielőtt befejezi röptét a denevér (1989)
- Csinibaba (1997)
- 6:3 (1999)
- Vakvagányok (2001)